# Куки (город)
Куки (яп. 久喜市 Куки-си) — город в Японии, находящийся в префектуре Сайтама. Площадь города составляет 82,40 км², население — 152 367 человек (1 августа 2014), плотность населения — 1849,11 чел./км².

## Географическое положение
Город расположен на острове Хонсю в префектуре Сайтама региона Канто. С ним граничат города Кадзо, Сатте, Окегава, Коносу, Хасуда, Кога и посёлки Сугито, Сираока, Миясиро, Гока.

## Население
Население города составляет 152 367 человек (1 августа 2014), а плотность — 1849,11 чел./км². Изменение численности населения с 1980 по 2005 годы:
| 1980 | 114 920 чел. |  |
| 1985 | 125 923 чел. |  |
| 1990 | 141 400 чел. |  |
| 1995 | 151 756 чел. |  |
| 2000 | 154 292 чел. |  |
| 2005 | 154 684 чел. |  |